# Arrondissement Poitiers
Poitiers is een arrondissement van het Franse departement Vienne in de regio Nouvelle-Aquitaine. De onderprefectuur is Poitiers.

## Kantons
Het arrondissement is samengesteld uit de volgende kantons:
- Kanton Lusignan
- Kanton Mirebeau
- Kanton Neuville-de-Poitou
- Kanton Poitiers-1
- Kanton Poitiers-2
- Kanton Poitiers-3
- Kanton Poitiers-4
- Kanton Poitiers-5
- Kanton Poitiers-6
- Kanton Poitiers-7
- Kanton Saint-Georges-lès-Baillargeaux
- Kanton Saint-Julien-l'Ars
- Kanton La Villedieu-du-Clain
- Kanton Vivonne
- Kanton Vouillé